# Hilkerode
Hilkerode ist ein Ortsteil der Stadt Duderstadt im Landkreis Göttingen in Südniedersachsen. Das zum Untereichsfeld gehörende Dorf wurde am 1. Januar 1973 eingemeindet und hat rund 900 Einwohner.

## Geographische Lage
Hilkerode liegt etwa sechs Kilometer nordöstlich von Duderstadt im Tal der Eller östlich der Hügellandschaft der Hellberge mit dem Längenberg (ca. 210 m), Bornberg (ca. 220 m) und Mühlenberg (ca. 240 m). Nördlich erstreckt sich der Höhenzug des Rotenberges mit dem Ankeröder Berg (227 m). Das Naturschutzgebiet Rhumeaue, Ellerniederung, Schmalau und Thiershäuser Teiche verläuft durch die Gemarkung.
Unweit südöstlich verlief die ehemalige Innerdeutsche Grenze und heutige niedersächsisch-thüringische Landesgrenze. Nachbarorte sind Rhumspringe im Norden, Brochthausen im Osten, Langenhagen im Süden und Breitenberg im Südwesten.

## Geschichte
Schwierigkeiten bereitete seit langem die Datierung der Ersterwähnung von Hilkerode. Man ging davon aus, dass diese im Jahre 1224 in einer Urkunde der Grafen von Everstein stattfand, in der sie ihre Güter in einem Ort namens Helekenroth, mit Einverständnis der Herzöge von Braunschweig als den Oberlehnsherrn, dem Kloster Walkenried geschenkt wurden. Neben Helekenroth werden in der Urkunde weitere Güter genannt, wie etwa Kemnade, Imbshausen, Wallshausen und Pendelbach, allesamt Ortschaften, die im Weser-Leine-Gebiet liegen. Durch die geographische Lage dieser Orte wurde in Zweifel gezogen, dass es sich bei Helekenroth tatsächlich um Hilkerode handeln sollte, und man bestimmte letztlich die Wüstung Helekenroth bei Seesen als den in der Quelle des 13. Jahrhunderts angegebenen Ort. Die neue Ersterwähnung fand damit knapp 100 Jahre später, im Jahre 1317, statt. In dieser Urkunde, ausgestellt von Konrad von dem Hagen, wird der Verkauf der Kornrente für 18 Mark an die Herren Heyneke von Bernshausen angegeben, Hilkerode wird dabei unter dem Namen Hiddekerode genannt. Im Jahre 1392 ging Hilkerode durch Kauf in den Besitz der Stadt Duderstadt über. Durchgeführt wurde der Verkauf durch die Burgmannen derer von dem Hagen. Sie überließen Hilkerode dem wisen mannen deme rade der stad Dudierstad, to eynem ewighen ervenkoype. Fortan sollte Hilkerode als eines der Ratsdörfer Duderstadts fungieren. Damit war das Dorf auch zu bestimmten Diensten verpflichtet, wie beispielsweise das Harzberger Steinbier zu fahren, das Einfahren der breitenbergischen Zehnten, Durchführung der Ruhr- und Saatfuhr, sowie die Einfuhr von Winter- und Sommerfrüchten nach Duderstadt. Hinsichtlich seiner relativen weiten Entfernung von der schützenden Stadt, Hilkerode lag außerhalb des Duderstädter Knicks, der breiten, dichten Schutzhecke, war das Dorf auf einen gewissen Selbstschutz angewiesen. Man errichtete dazu Gräben, Palisaden, Knicks und Tore. Heute erinnert beispielsweise der Heckenweg, welcher früher Knickweg genannt wurde, an diese Umstände. Als Tore erscheinen 1550 das Obertor, 1591 das Mahntor und 1779 das Kreuztor in den Dorfverzeichnissen. Auch hier haben sich Grundstücks- und Straßenbenennungen bis in die heutige Zeit erhalten.
Ein Wartturm stand vermutlich südlich von Hilkerode auf dem Hägerberg oder dem Sandufer. Von hier sendete man im Notfall Zeichen zu den anderen Warten, darunter auch zur Rotenwarte, die daraufhin die Stadt Duderstadt alarmierte. Ab dem 16. Jahrhundert verlor die Hilkeröder Warte ihre Bedeutung und ging schließlich 1568 in den Besitz der Witwe von Adam Zinsen über.
Ab dem Anfang des 19. Jahrhunderts unter der Verwaltung des Amtes Duderstadt, war Hilkerode seit 1885 eine selbstständige Gemeinde. Seit der Neuordnung des Landkreises Göttingen ab dem 1. Januar 1973 fiel Hilkerode der Einheitsgemeinde Duderstadt zu. Damals zählte sie zunächst zur Samtgemeinde Duderstadt, welche bis zum 31. Dezember 1972 bestand. Man schloss sich in der Samtgemeinde zu einem lockeren Verband zusammen, der die Aufgaben es jeweiligen Wirkungskreises seiner Mitgliedsorten wahrnahm. So wurden beispielsweise Kassengeschäfte und die Erhebung von Abgaben von der Samtgemeinde vorgenommen, während das Haushaltsrecht der jeweiligen Gliedgemeinde überlassen wurde. Bis zu den Wahlen vom 25. März 1973 verblieb der bisherige Gemeinderat Hilkerodes noch in seinem Amt. Ein Jahr zuvor befasste er sich erstmals mit dem Flurbereinigungsverfahren in der Pöhlder Gemarkung. Man plädierte darauf, auf ein Verfahren in der Hilkeröder Flur zu verzichten, da die steilen Hanglagen erhebliche Mehrkosten verursachen würden. Weiterhin befasste man sich mit den Namensänderungen einiger Ortsstraßen, da die Zugehörigkeit Hilkerodes zur Stadt Duderstadt es nötig machte, dass jeder Straßenname nur einmal vorkommen durfte. Unter anderem bewirkte dieser Umstand, dass die Hauptstraße nun durchgehend als Hilkeröder Straße, die Straße nach Brochthausen Straße im Ellertal, die Straße am ehemaligen Polizeigebäude Glockenstraße und die Straße am Mühlenwasser Am Euwer genannt wurde. Die letzte Sitzung des Gemeinderats fand am 27. Dezember 1972 statt. Man teilte damals Duderstadt mit, den Ausbau der Straße zum Schulgrundstück inklusive des Baus einer Stützmauer am Mühlenwasser, die Errichtung eines Bürgersteiges zwischen der Schule und der evangelischen Kirche, die Verrohrung der Grabenstücke zum Hummelborn und im Kreuztor sowie die Ortsdurchfahrt und die Straße nach Brochthausen zu realisieren.
In der Nähe Hilkerodes befinden sich Wüstungen der Orte Ankerode im Nordosten und Kreterode im Osten des Dorfes. Im Zuge der Aufgabe beider Orte, welches im 14. und frühen 15. Jahrhundert vonstattenging, ließen sich ihre Bewohner in Hilkerode nieder. Heute erinnert der alljährliche „Tierrat“ der Kreteröder Erben an diese Beziehung.

## Politik

### Ortsrat
Der Ortsrat setzt sich aus neun Ratsfrauen und Ratsherren zusammen.
- Hilkeröder Wählergemeinschaft: 6 Sitze
- Wählergemeinschaft Duderstädter Bürger (WDB): 1 Sitz
- Wählergemeinschaft – Wir für Hilkerode: 1 Sitz
- CDU: 1 Sitz

(Stand: Kommunalwahl am 12. September 2021)

### Wappen
Das Wappen wurde am 5. Dezember 1950 genehmigt.

## Sehenswürdigkeiten

### Katholische Kirche St. Johannes Baptist

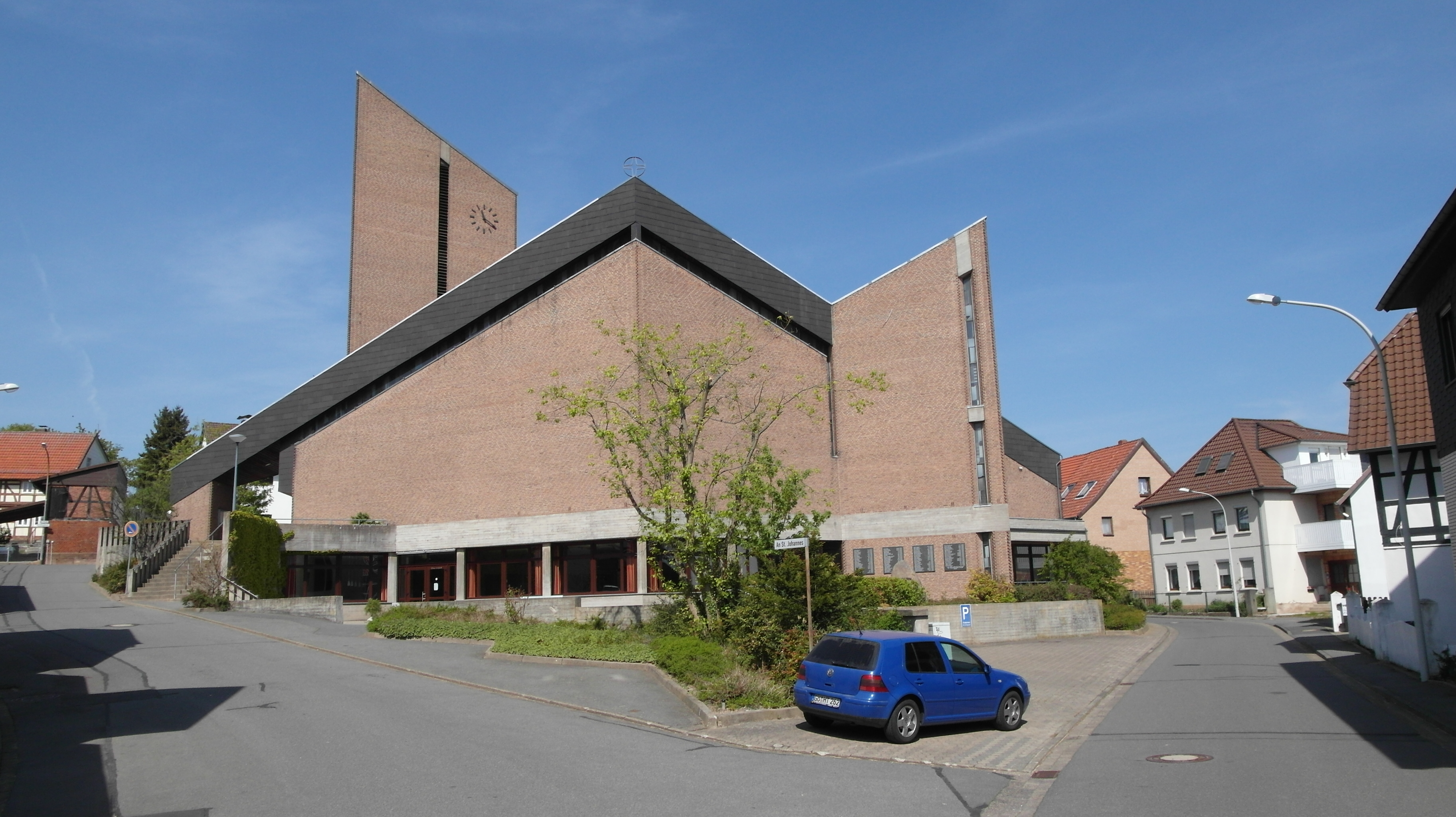
Kath. Kirche St. Johannes Baptist

In Hilkerode existierten drei Vorgängerbauten der heutigen, dem heiligen Johannes dem Täufer geweihten Kirche. In der ältesten Erwähnung wird 1422 ein gotischer Kirchbau genannt. 1758 entstand ein Neubau im barocken Stil, und als dritter Bau folgte in den Jahren 1848 bis 1851 eine Saalkirche, die 1968 aufgrund ihrer Baufälligkeit abgetragen werden musste. Im Chor dieser Saalkirche stand ein barocker Hochaltar, der ursprünglich im Herzberger Welfenschloss aufgestellt war. Nach dem Abriss dieser Saalkirche erbaute man von 1968 bis 1969, nach Plänen des Karlsruhers Friedrich Zwingmann, das heutige moderne Gotteshaus. Es stellt ein zweigeschossiges unregelmäßig polygonales Kirchengebäude mit einem sakralen Zentralbau und Funktionsräumen dar. Im Untergeschoss wurde eine Gefallenenkapelle eingerichtet. Im nach Westen ausgerichteten Glockenturm brachte man eine Totenkapelle sowie eine Taufkapelle unter, die durch den Lichteinfall eines hochgelegten Fensters des Turmes akzentuiert wird. Der Kirchenraum selbst präsentiert sich in einem schlichten Bild, besitzt wenige Materialien und setzt somit auf klare Bauformen. Eine räumliche Mitte wird durch den Altarbereich realisiert, der mit einem Ambo, einem Gabentisch und Sedilien besetzt ist. Den Tabernakel in Form einer bronzenen Dreieck-Stele bewahrt man in einer separaten Kapelle auf, wobei die Thematik der Schöpfungsordnung des Tabernakels in den Fenstern der Kirche wiederaufgenommen wurde. Weiterer Bestandteil der Kirche bildet eine Madonnenfigur aus Eichenholz, welche sich auf einem Seitenaltar befindet, sowie die, aus der alten Kirche übernommene, Glocke, Orgel und Kreuzreliquie. Die Madonna wurde dabei von dem Hildesheimer Künstler Fürstenberg 1954 erstellt, während die Orgel 1913 von dem Duderstädter Orgelbauer Krell stammt. Seit dem 1. November 2014 gehört die Kirche zur Pfarrei „St. Sebastian“ mit Sitz in Rhumspringe.

#### Orgel
Die Orgel wurde 1913 vom Orgelbaumeister Krell aus Duderstadt gefertigt. Sie stammt aus der Vorgängerkirche und wurde mit einem neuen modernen Prospekt in den neuen Kirchbau übernommen.
Sie besitzt 21 Register auf 2 Manualen und Pedal.
Disposition:
| I. Hauptwerk C–f3 |      |
| Bordun            | 16′  |
| Principal         | 8′   |
| Principal major   | 8′   |
| Hohlflöte         | 8′   |
| Gamba             | 8′   |
| Octave            | 4′   |
| Gedackt           | 4′   |
| Rauschquinte      | 2/3′ |
| Mixtur III        | 2′   |
| Trompete          | 8′   |

| II. Schwellwerk C–f3 |    |
| Geigenprincipal      | 8′ |
| Lieblich Gedackt     | 8′ |
| Salicional           | 8′ |
| Vox coelestis        | 8′ |
| Flöte traverso       | 4′ |
| Clarinette           | 8′ |

| Pedal C–d1 |     |
| Subbass    | 16′ |
| Violon     | 16′ |
| Octavbass  | 8′  |
| Cello      | 8′  |
| Posaune    | 16′ |

- Koppeln: II/I, I/P, II/P
- Superoctavkoppel: II/I
- Schwelltritt für II

Die Orgel mit einem modernen und schlichten Prospekt

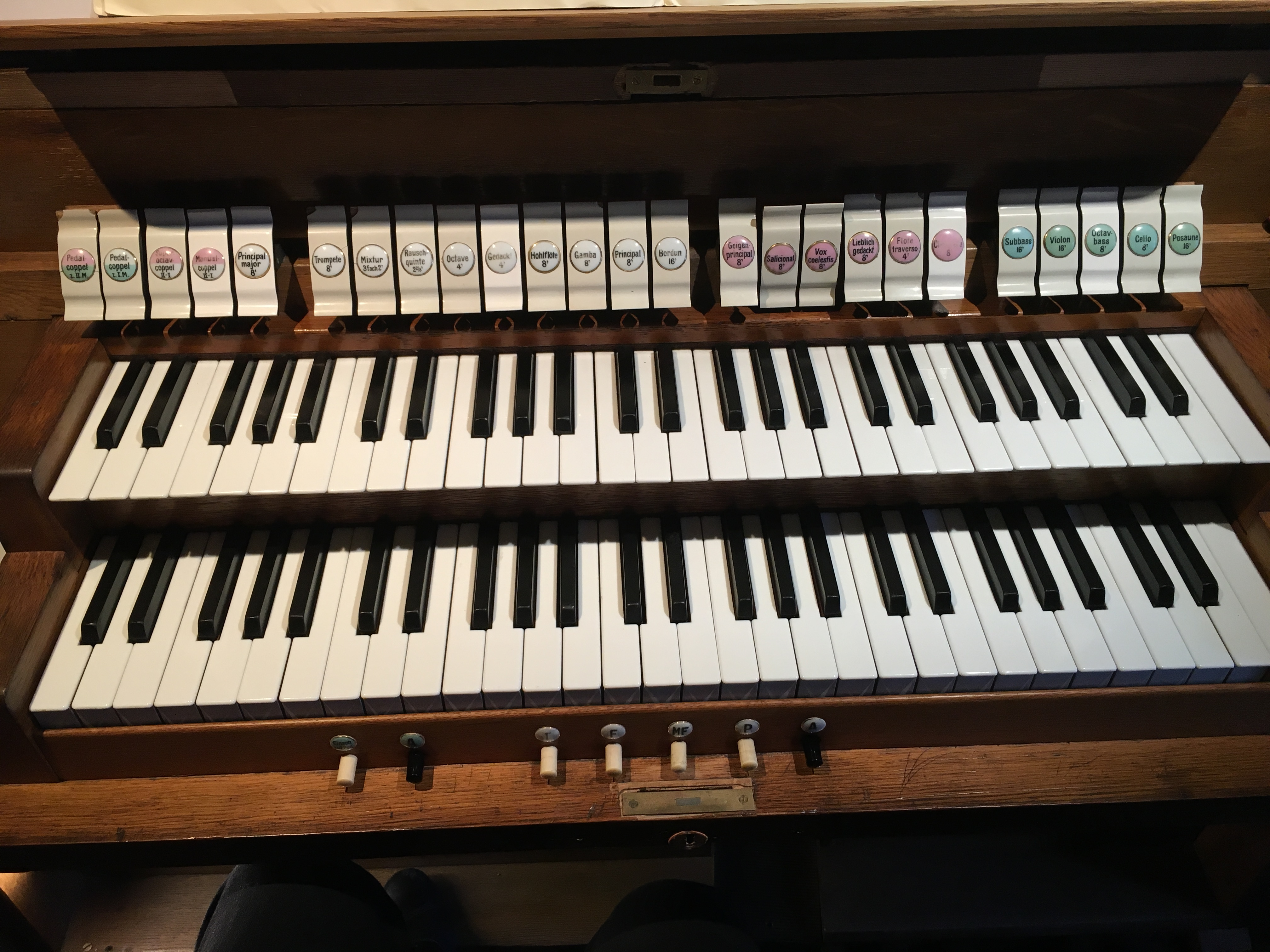
Der Spieltisch mit den Registerschaltern

- 4 Sequenzer (Piano, Mezzoforte, Fort, Tutti)
- Röhrenpneumatische Spiel- und Registertraktur

### Ev-luth. Heilig-Geist-Kirche
Nur knapp zehn Jahre älter als der Bau der katholischen Kirche St. Johannes Baptist ist die evangelisch-lutherische Heilig-Geist-Kirche. Sie wurde im Jahr 1959 errichtet und stellt ein hell verputztes Gebäude dar, welches stellenweise mit Kalksteinklinkern verblendet ist. Die Fenster in rechteckiger Form und das Satteldach lassen eher ein Wohnhaus als ein Gotteshaus vermuten, lediglich die zweiflügelige Bronzetür und der Westturm weisen auf eine Kirche hin. Die Innenausstattung stammt aus der Zeit der Erbauung der Kirche.

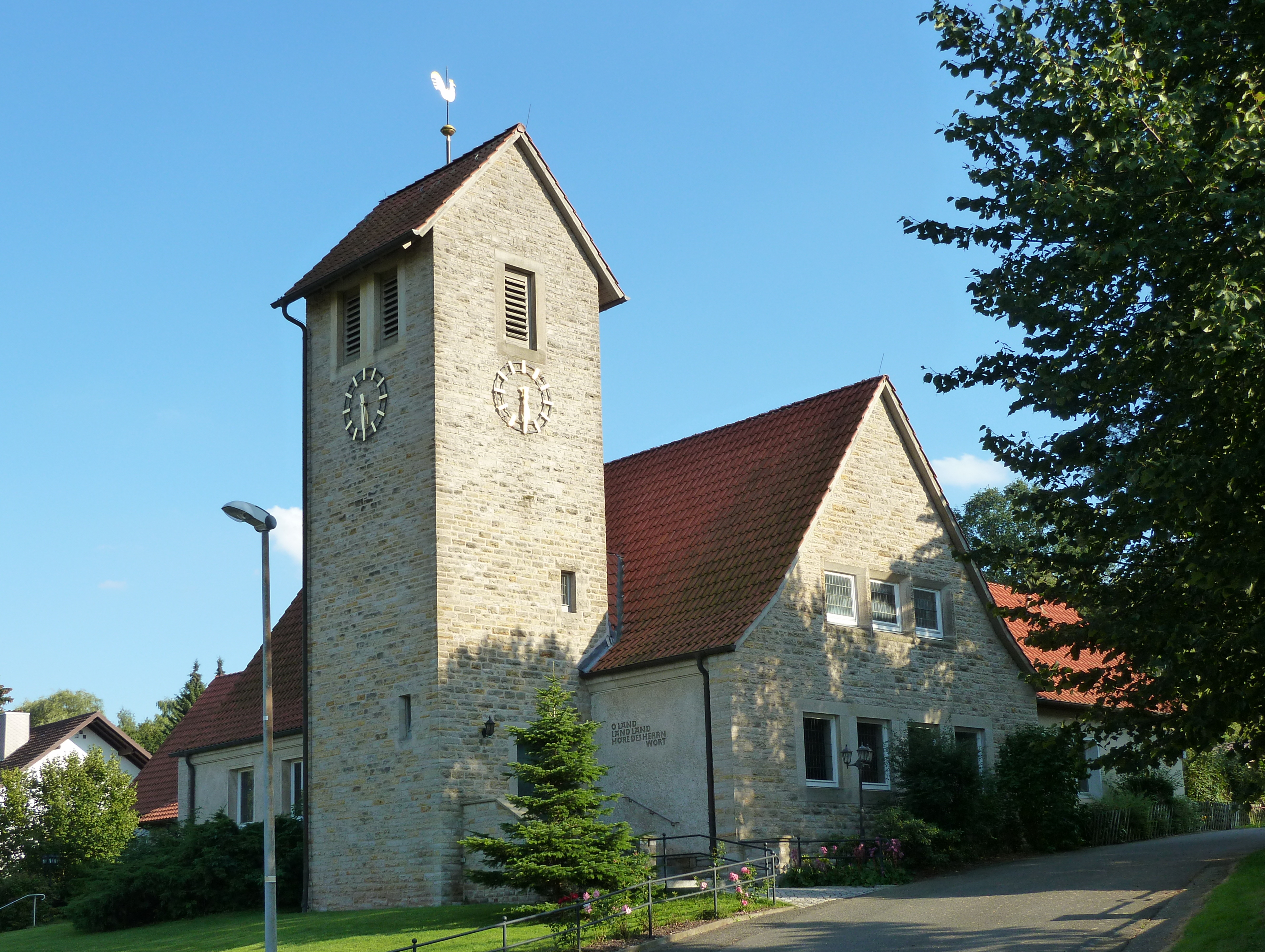
Heilig-Geist-Kirche

#### Orgel
Die Orgel wurde 1960 von Orgelbaumeister Alfred Führer aus Wilhelmshaven ursprünglich für die Kapelle des Johanniter-Krankenhauses in Gronau (Leine) angefertigt, dort aber nicht abgenommen. Sie besitzt 4 Register auf 1 Manual und einem Pedal. Diese kleine, auf der Empore stehende Orgel besitzt einen frischen und strahlenden Klang.
Disposition:
| I. Hauptwerk C–f3 |    |
| Gedackt           | 8′ |
| Praestant         | 4′ |
| Rohrflöte         | 2′ |

| Pedal C–d1  |     |
| Gedacktbass | 16′ |

- Koppeln: I/P

### Weitere Sehenswürdigkeiten
- im Zentrum gibt es einen Dorfplatz mit einem Brunnen
- Gedenksteine für die in den Kriegen Gefallenen des Ortes und für ehemalige Zivil- und Kriegsgefangene
- Denkmal Frau mit Reff
- Ein großes Sandsteinkreuz, welches sich an der früheren Kirchstelle Ankerodes, als Erinnerung an das wüstgefallene Dorf, befindet und als Pilgerstätte für die Gemeinde genutzt wird.

## Wirtschaft und Infrastruktur
Die bäuerliche Lebensordnung regelte den Alltag der Einwohner noch bis in die Zeit nach dem Zweiten Weltkrieg hinein. So besaßen neben den landwirtschaftlichen Betrieben auch die dörflichen Handwerker einige Parzellen Land und Wiese, welche sie bearbeiteten. Mit der Zeit wandten sich jedoch bereits im vorhergehenden Jahrhundert viele dem Bauhandwerk zu und fanden Einstellungen in den umliegenden Großstädten. Eine Besonderheit stellte in Hilkerode der ambulante Handel mit Textilien dar. Anfänglich noch mit dem Reff, einem Holztragegestell, später dann mit Planwagen und seit den 1930er Jahren mit dem Auto, trugen die Handelsleute ihre Waren bis in den norddeutschen, mecklenburgischen Raum. Das Ortswappen, in dem ein Reff abgebildet ist, weist auf diese Vergangenheit hin. Mit der Zeit fand jedoch auch in Hilkerode ein Strukturwechsel statt. Die alten dörflichen Handwerksbetriebe verschwanden allmählich, die Anzahl der dort Beschäftigten ging zurück. An die Stelle der alten Betriebe traten neue, moderne Handwerksbetriebe, so dass heute ein Großteil der arbeitenden Einwohner als unselbstständige Handwerker beziehungsweise in anderen Berufen tätig sind.

### Verkehr
Hilkerode liegt an der Landesstraße 530 zwischen Breitenberg und Rhumspringe. Die Bahnstrecke Bleicherode–Herzberg mit einem Bahnhof im Ort ist inzwischen stillgelegt.

## Persönlichkeiten
- Lothar Koch (* 1939 in Hilkerode; † 2023), Politiker, Mitglied des Niedersächsischen Landtags
- Hermann Böning (* 1959 in Hilkerode), Künstler
- Hubert Böning (* 1960 in Hilkerode), Jurist und politischer Beamter